# Tây Nam Trung Quốc

Vùng Tây Nam Trung Quốc

Miền Tây Nam Trung Quốc bao gồm các địa phương: Khu tự trị Tây Tạng, các tỉnh Vân Nam, Quý Châu, Tứ Xuyên và thành phố Trùng Khánh.
Đây là khu vực có nhiều tộc người khác nhau sinh sống. Người Hán sống chủ yếu ở các vùng đô thị. Các tộc người Tây Tạng và người Đông Nam Á sống ở các vùng nông thôn. Do có vĩ độ thấp, lại có địa hình đa dạng từ núi cao đến bồn địa trũng, nên khu vực này có tính đa dạng sinh học cao.